# Каван
Каван (енгл. Cavan, ир. an Cabhán) је град у Републици Ирској, у северном делу државе. Град је у саставу истоименог округа округа Каван и представља његово седиште и највећи град.

## Природни услови
Град Каван се налази у средишњем делу ирског острва и северном делу Републике Ирске и припада покрајини Алстер. Државна граница са Северном Ирском налази се 15 километара северно од града. Град је удаљен 115 километара северозападно од Даблина. 
Каван је смештен у брежуљкастом подручју средишње Ирске. У граду нема водотокова, али се пар километара западно од града пружају бројна мала језера (тзв. "Каванска језера"). Надморска висина средишњег дела града је 75 метара.
Клима: Клима у Кавану је умерено континентална са изразитим утицајем Атлантика и Голфске струје. Стога град одликује блага и веома променљива клима.

## Историја
Подручје Кавана било насељено већ у време праисторије. У раном средњем веку било је у поседу Викинга. Дато подручје је освојено од стране енглеских Нормана у крајем 12. века. У 13. веку на месту града подигнути су замак и манастир, претече данашњег града. Од 15. века развија се трговиште, па се постепено око њега развија градско насеље. 1610. године насеље Каван добија градска права.
Током 16. и 17. века Каван је учествовао у бурним временима око борби за власт над Енглеском. Ово је оштетило градску привреду. Међутим, прави суноврат привреде града десио се средином 19. века у време ирске глади. Истовремено, град је био једно од средишта ирског народног препорода, темеља данашње ирске државе.
Каван је од 1921. године у саставу Републике Ирске. Опоравак града започео је тек последњих деценија, када је Каван поново забележио нагли развој и раст.

## Становништво
Према последњим проценама из 2011. године. Каван је имао око 3,5 хиљаде становника у граду и око 11 хиљада у широј градској зони. Последњих година број становника у граду се повећава.

## Привреда
Каван је био традиционално занатско и трговачко средиште. Последњих година развија се савремена индустрија.

## Збирка слика
- Градска кућа Кавана
- Римокатоличка црква
- Протестантска црква
- Главна улица у Кавану